# Bolesław (województwo śląskie)
Bolesław (cz. Boleslav, niem. Boleslau) – wieś w Polsce położona w województwie śląskim, w powiecie raciborskim, w gminie Krzyżanowice.

## Nazwa
Nazwa miejscowości wywodzi się od słowiańskiego imienia męskiego Bolesław oznaczającego „bardzo sławny”, być może po Bolesławie Krzywoustym. W alfabetycznym spisie miejscowości na terenie Śląska wydanym w 1830 roku we Wrocławiu przez Johanna Knie miejscowość występuje pod polską i czeską nazwą Boleslawia oraz nazwą zgermanizowaną Boleslau.
Polską nazwę Bolesław oraz zgermanizowaną Boleslau wymienia w 1896 roku śląski pisarz Konstanty Damrot w książce o nazewnictwie miejscowym na Śląsku. Damrot w swojej książce wymienia również staropolskie nazwy z czasów dawniejszych: z 1377 roku Boleslu, z 1417 roku Boleslawicz oraz z 1446 Boleslavice.
Podczas akcji germanizacyjnej nazw miejscowych i fizjograficznych historyczna nazwa niemiecka Boleslau została w 1936 r. zastąpiona przez administrację nazistowską nazwą Bunzelberg.

## Historia
Miejscowość leży w regionie historycznym Górnego Śląska, na tzw. polskich Morawach, czyli dawnym obszarze morawskiej diecezji ołomunieckiej.
Miejscowość została po raz pierwszy wzmiankowana w 1377 jako Boleslu, kiedy to jako wieś na terenie księstwa opawskiego została odsprzedana Zygfrydowi z Krzanowic. Po wojnach śląskich znalazła się w granicach Prus. Od 1818 w powiecie raciborskim. Według spisu z 1910 była zamieszkała w 92% przez czeskojęzycznych (zobacz gwary laskie) Morawców.
Pierwszy kościół wybudowano w 1877, jednak własna parafia powstała dopiero w 1915 i znajdowała się w dekanacie hluczyńskim dystryktu kietrzańskiego.
W granicach Polski od końca II wojny światowej. W latach 1975–1998 miejscowość administracyjnie należała do województwa katowickiego.

## Zabytki
Według Narodowego Instytutu Dziedzictwa, w miejscowości znajdują się następujące obiekty zabytkowe:
- spichrz w zagrodzie nr 46, drewn., XIX,

## Transport
Do 21 grudnia 2007 roku w miejscowości funkcjonowało Przejście graniczne Bolesław – Píšť.

## Znane osoby urodzone w Bolesławie
W Bolesławiu urodził się niemiecki malarz Oswald Malura.